# Alan I d’Avaugour
Alan I d'Avaugour o de Penthièvre (nascut cap a 1151/ 1154 mort el 29 de desembre de 1212, fou senyor de Goëlo i comte de Penthièvre.

## Biografia
Era fill d'Enric I d'Avaugour, comte de Trégor i de Goëlo i de Matilde de Vendôme.
Va assistir el 1185 a l'assemblea dita el Fonament del comte Geoffroy; va ser dels que es van oposar, el 1189, a les pretensions del rei Ricard Cor de Lleó a la tutela del jove Artur I de Bretanya, el seu nebot.
Alan va fundar per a ell, el seu pare, la seva mare, i Petronil·la (la seva dona el 1184/1189) per als canonges regulars de l'abadia de Saint-Victor de París un primer establiment religiós a la «illa dels cérvols» o illa Saint-Riom, a l'altura de Paimpol que va ser continuat el 1200 per premonstratencs de l'abadia de La Lucerne en el moment de la seva transferència a terra ferma i qui va esdevenir l'abadia de Beauport. La nova fundació va ser oficialitzada per una carta de 1202.
El 1206 va heretar el comtat de Penthièvre del seu cosí Geoffroi o Jofré III de Penthièvre, mort sense fills. La transacció fou validada pels altres hereus i el rei Felip II de França.
Abans de morir va designar com a tutor dels seus fills al seu germà Geslin senyor de Coëtmen i Juhel III, senyor de Mayenne.

## Matrimoni i posteritat
S'havia casat el 1181 amb Petronil·la de Beaumont al Maine , filla de Ricard I de Beaumont-au-Maine i de Lucia de Laigle, de la qual va tenir:
- Enric II d'Avaugour nascut el 1205, casat amb Margarida de Mayenne, filla de Juhel III de Mayenne, baró de Mayenne.
- Geoffroi Boterel nascut el 1207 mort i mort el 4 de setembre de 1274, senyor de Quintin.